# San Pedro de Alcántara (Chile)

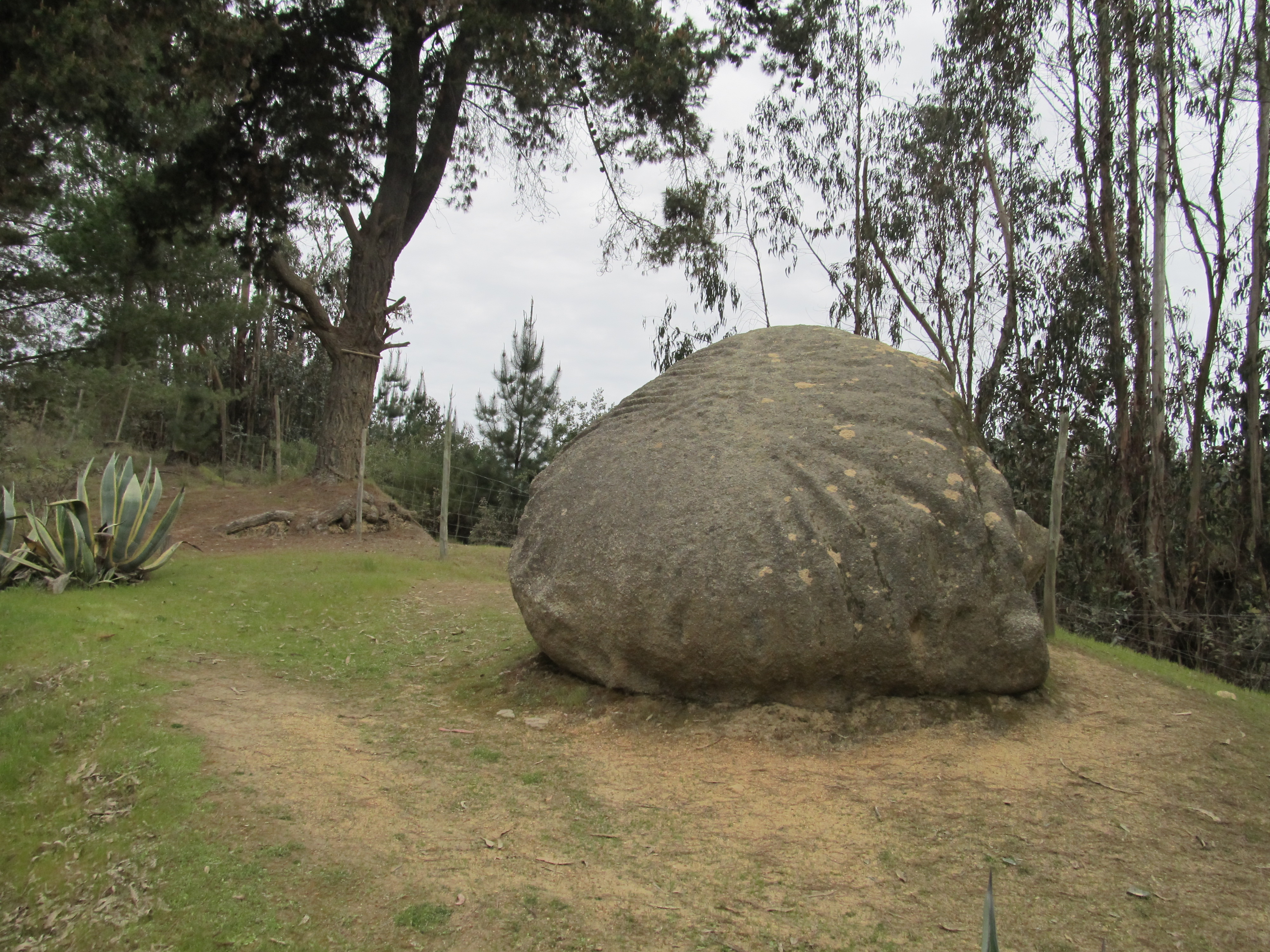
Piedra del Sol.

San Pedro de Alcántara es una localidad chilena, ubicado 69 km al sur de Pichilemu, Región de O'Higgins, primer poblado de la comuna de Paredones, a la cual pertenece administrativamente. Según cifras del censo de 1992, tiene una población de 1663 habitantes. Se formó alrededor del Convento Franciscano homónimo, cuyo principal atractivo se centra en su arquitectura típicamente colonial, que data del siglo XVIII y es considerada Monumento Histórico. A pocos kilómetros de San Pedro de Alcántara se encuentra a la misteriosa Piedra del Sol, vestigio único del Camino del Inca en la región.

## Historia
Obedeciendo a mandato de la Orden Franciscana, llega en 1691 a la localidad de San Antonio de Quequén (actual San Pedro de Alcántara), Fray Bernardo Ormeño, junto a un reducido número de religiosos para dar comienzo a la fundación de un hospicio en los terrenos donados por don Pedro González de Liébana y Almoguera y doña Francisca Muñoz de Gormaz "cuatro cuadras de tierra aproximadas", que albergaría a los sacerdotes de la orden en tránsito a las casas misionales que dicha Orden tenía más al sur.
En el año 1722, Felipe V ratifica la fundación del hospicio y autoriza su erección en convento, el que toma el nombre de San Pedro de Alcántara, cuya obra quedó concluida con la construcción de una iglesia en el año 1725, dando origen a un caserío en su alrededor. La parroquia cuenta con una sola nave en su interior, iluminada por cuatro ventanas que se abren en el muro sur y una quinta que ilumina el coro alto. Adosado a un rebajo del muro testero se encuentra alojado un lienzo con escenas religiosas que reemplazó al Altar Mayor de estilo neoclásico de la antigua iglesia.
Durante enero de 2017, el poblado se vio amenazado por la seguidilla de incendios forestales que afectaron a la zona, pero los voluntarios de bomberos lograron evitar que el fuego alcanzara a las viviendas.